# Sigrun Wodars
Sigrun Wodars, née Ludwigs le 7 novembre 1965 à Neu Kaliß, est une ancienne athlète est-allemande spécialiste du 800 mètres.

## Carrière sportive
Elle a commencé à courir sur 400 m à Schwerin et eut du succès dans des compétitions juniores. Puis, elle changea de club et monta sur 800 m comme sa nouvelle camarade de club, Christine Wachtel, qui devint également sa plus sérieuse rivale.
Désormais sous le nom de Wodars, elle remporta son premier titre national en 1986 et se plaça deuxième des Championnats d'Europe de Stuttgart, derrière la Soviétique Nadezhda Olizarenko, mais remporta le titre en salle.
L'année suivante, elle perdit son titre en salle au profit de Christine Wachtel, mais prit sa revanche lors des Championnats du monde. Une année plus tard, elle répétèrent ce doublé aux Jeux olympiques de Séoul.
Wodars compléta son palmarès en remportant le titre européen en 1990, ce qui fut son dernier titre. Elle divorça et prit encore part, sous le nom de Sigrun Grau, aux Championnats du monde de 1991 et aux Jeux olympiques de Barcelone mais ne se qualifia pas pour la finale les deux fois.
Elle se retira de la compétition après les Jeux olympiques d'été de 1992 et travaille actuellement comme physiothérapeute.

## Palmarès

### Jeux olympiques d'été
- Jeux olympiques de 1988 à Séoul ( Corée du Sud) 
  -  Médaille d'or sur 800 m
- Jeux olympiques de 1992 à Barcelone ( Espagne) 
  - éliminée en demi-finales sur 800 m

### Championnats du monde d'athlétisme
- Championnats du monde d'athlétisme de 1987 à Rome ( Italie)
  -  Médaille d'or sur 800 m
- Championnats du monde d'athlétisme de 1991 à Tokyo ( Japon)
  - non partante en demi-finales sur 800 m

### Championnats d'Europe d'athlétisme
- Championnats d'Europe d'athlétisme de 1986 à Stuttgart ( Allemagne de l'Ouest)
  -  Médaille d'argent sur 800 m
- Championnats d'Europe d'athlétisme de 1990 à Split ( Yougoslavie)
  -  Médaille d'or sur 800 m

### Championnats d'Europe d'athlétisme en salle
- Championnats d'Europe d'athlétisme en salle de 1985 à Le Pirée ( Grèce)
  - éliminée en demi-finales sur 800 m
- Championnats d'Europe d'athlétisme en salle de 1986 à Madrid ( Espagne)
  -  Médaille d'or sur 800 m
- Championnats d'Europe d'athlétisme en salle de 1987 à Liévin ( France)
  -  Médaille d'argent sur 800 m

### Championnats d'Europe Junior d'athlétisme
- Championnats d'Europe junior d'athlétisme de 1981 à Utrecht ( Pays-Bas)
  - 4e sur 400 m haies
- Championnats d'Europe junior d'athlétisme de 1983 à Schwechat ( Autriche)
  - 5e sur 400 m
  -  Médaille d'or sur 4 × 400 m